# Itter (Neckar)
Die Itter ist ein etwa 28 km langer Fluss im Odenwald, der in Hessen entspringt und dem Neckar bei Eberbach in Baden-Württemberg von rechts zufließt. In oberen Abschnitten trägt er auch die Namen Euterbach und Itterbach.

## Etymologie
Die Itter wird im Jahr 628 (Iutraha) erstmals urkundlich erwähnt. Der Name enthielt ursprünglich die Endung -aha, was für „Fließgewässer“ steht.
Nach einer Theorie ist das Bestimmungswort keltischen Ursprungs und bedeutet so viel wie Wasser bzw. fließendes Wasser. Nach einer anderen Theorie geht der Name Itter auf das indogermanische Wort eudʰr für „Euter“ zurück und nimmt vielleicht Bezug auf den Wasserreichtum.
Von derselben Wurzel wurden auch andere deutsche Toponyme abgeleitet, z. B. Eiterbach, Eyterbach, Euterbach (s. u.) und Eutersee.

## Geographie

### Verlauf
Der Bach entspringt als Euterbach am Südhang des 540 m ü. NHN hohen Roten Buckels im hessischen Odenwald in der Gemarkung Würzberg und fließt anfangs ungefähr in südlicher Richtung. Dabei ist die Itter auf einem Abschnitt auch Grenze zu Bayern. Ab dem Zulauf des Schöllenbachs heißt sie dann zunächst Itterbach. Von hier an ist sie Grenzfluss zwischen Baden-Württemberg im Osten und Hessen im Westen. Wenig vor Kailbach fließt ihr von links der Galmbach zu. Der Itterbach verläuft dann für etwa 2 km ganz im Hessischen. Etwas später bei Friedrichsdorf nimmt er wiederum von links den Fahrbach auf und ist darauf wiederum Ländergrenzfluss – wieder zwischen Hessen im Westen und Baden-Württemberg im Osten – bis etwa zur Mündung des rechten Sensbachs nach 20,3 km nahe der Gaimühle, ab wo er Itter genannt wird.
Ab hier verbleibt die Itter endgültig in Baden-Württemberg. Wenig später wird sie von links vom Reisenbach gespeist, dem selbst kurz zuvor von links selbst noch der Höllbach zuläuft. Die Itter zieht dann nach Süden auf die Nordhänge des höchsten Odenwaldbergs Katzenbuckel (626,8 m ü. NHN) zu, kehrt sich vor ihm abrupt nach Südwesten und fließt in die Ittertalsperre ein. Diese verlässt sie in zwei Zweigen, der Itter selbst und dem linksseitig von ihr am unteren Hang verlaufenden und etwa 3 km langen Oberwasserkanal. An der Kanalquerung zum Itterkraftwerk auf dem linken Ufer hat der Fluss schon die nördlichen Siedlungsteile von Eberbach erreicht, das Unterwasser des Kraftwerks läuft nun in breitem Bett in der rechten Aue weiter.
Beide Arme liegen hier schon in der abwärtigen Hälfte einer alten nordöstlichen Neckarschlinge, von der der 236,7 m ü. NN hohe Umlaufberg Ohrsberg in der Mitte des sonst eher flachen zentralen Stadtgebiets von Eberbach übriggeblieben ist. Gegen diesen zu fließt der Kanal von rechts zurück, kurz darauf läuft zuletzt verdolt der lange Holderbach durchs Stadtgebiet zu. Nach nurmehr einem weiteren halben Kilometer mündet die Itter dann, nach einer Gesamtflussstrecke von etwa 28 km, zu Füßen des 391 m ü. NN hohen, sich rechts über ihr erhebenden Itterbergs auf 122 m ü. NN von rechts in den Neckar, der ungefähr dort den nördlichsten Punkt seines Laufes erreicht.

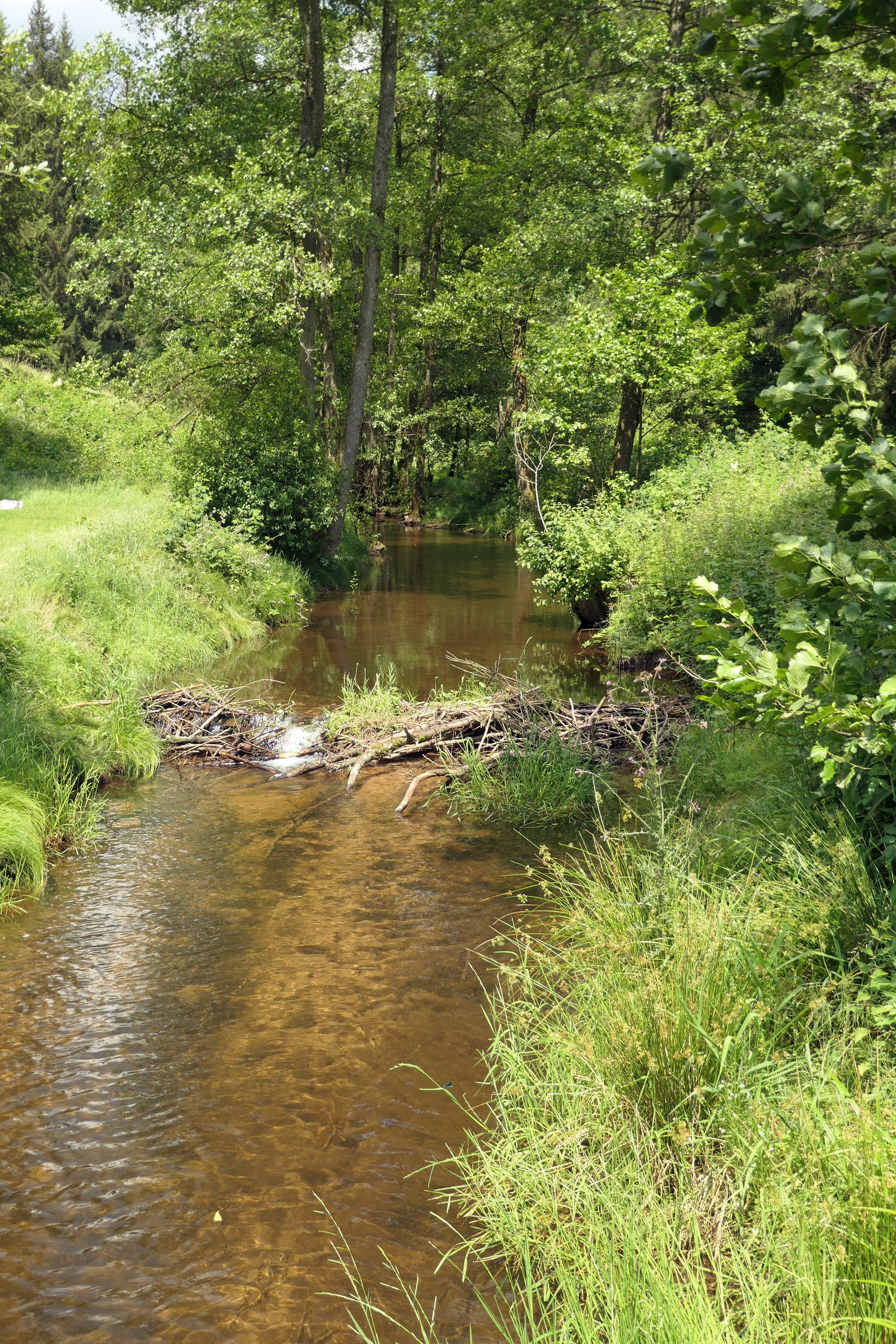
Euterbach nördlich vom Eutersee
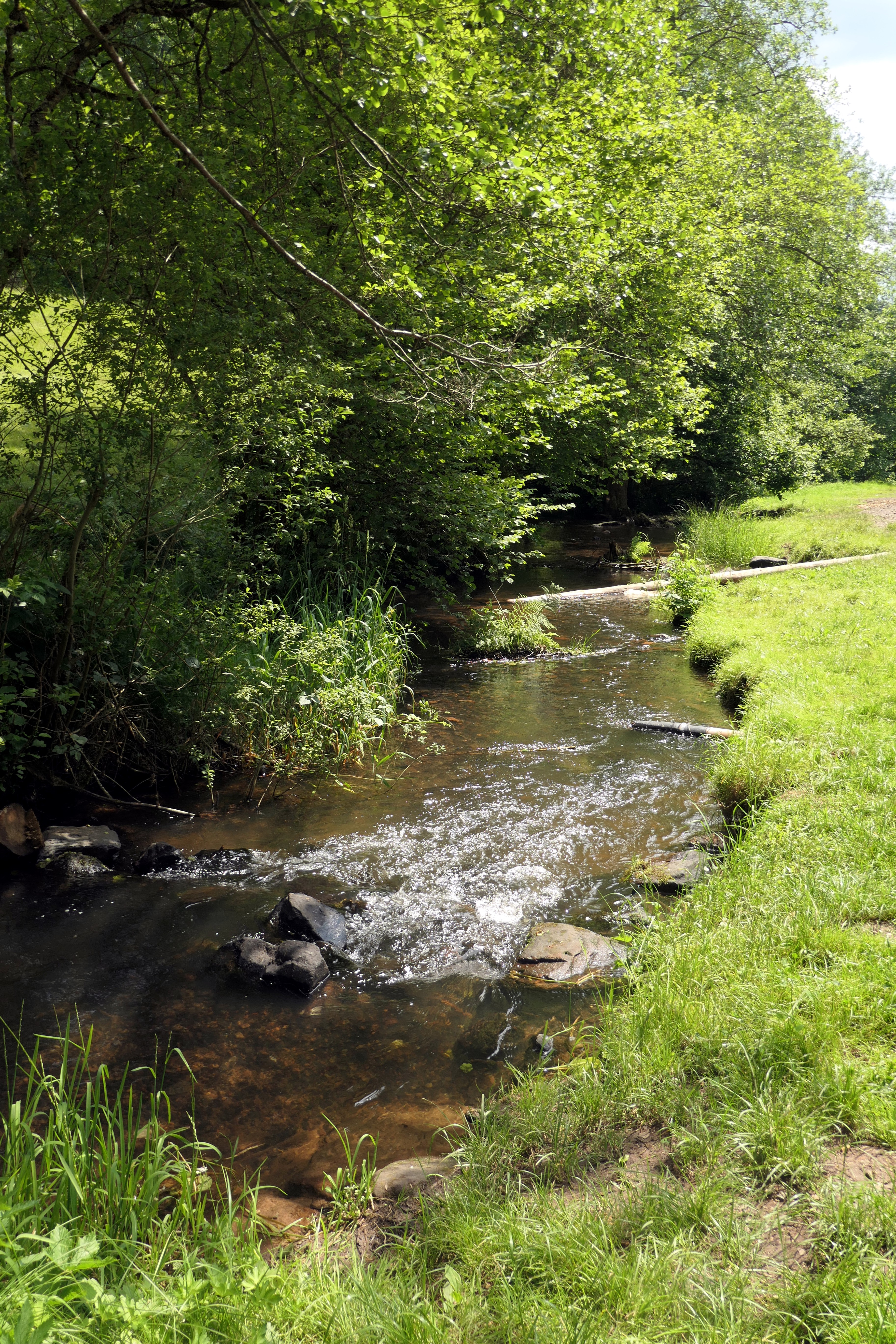
Euterbach vor Schöllenbach
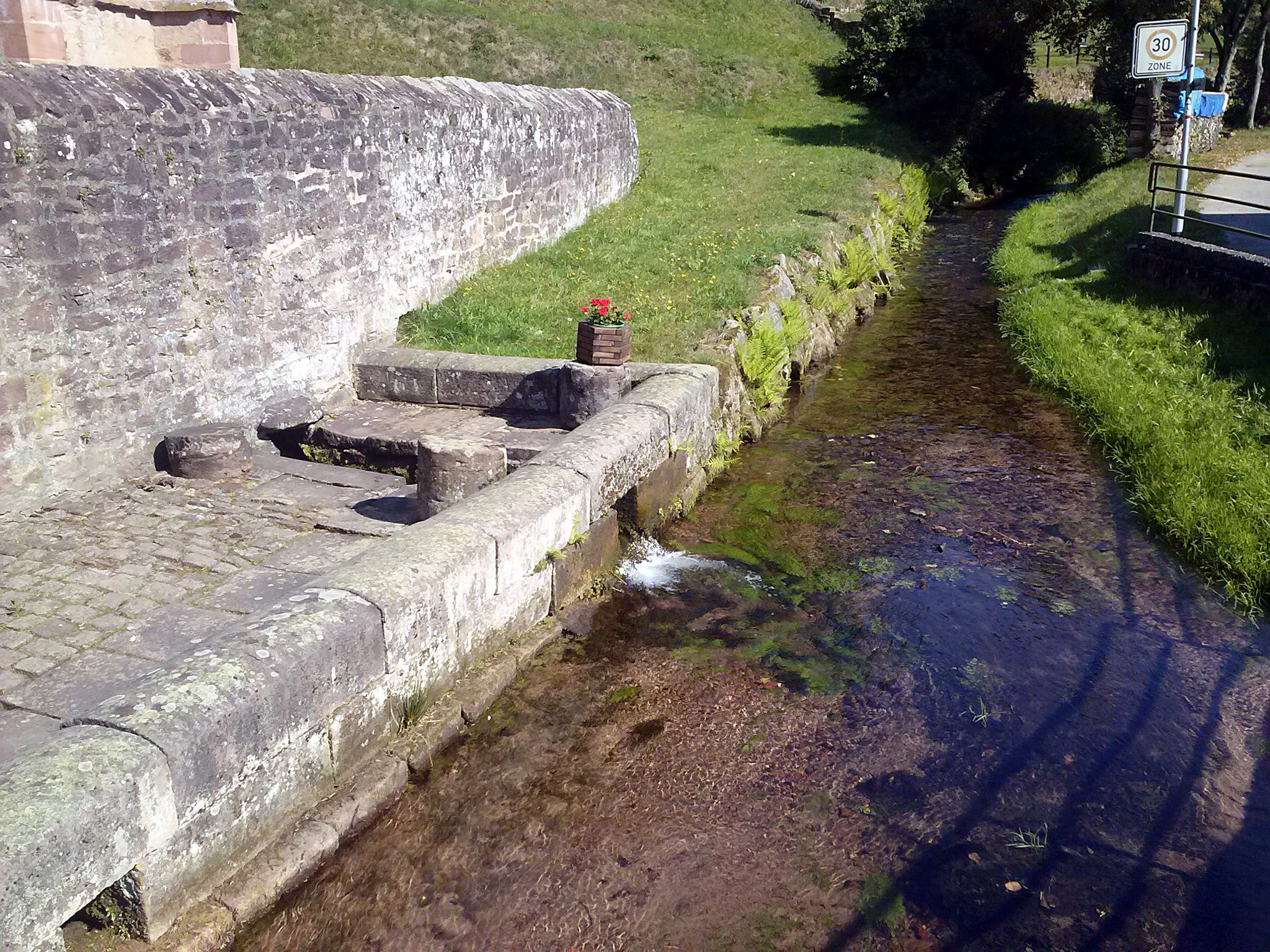
Itterbach in Schöllenbach an der Quellkirche mit historischem Waschplatz
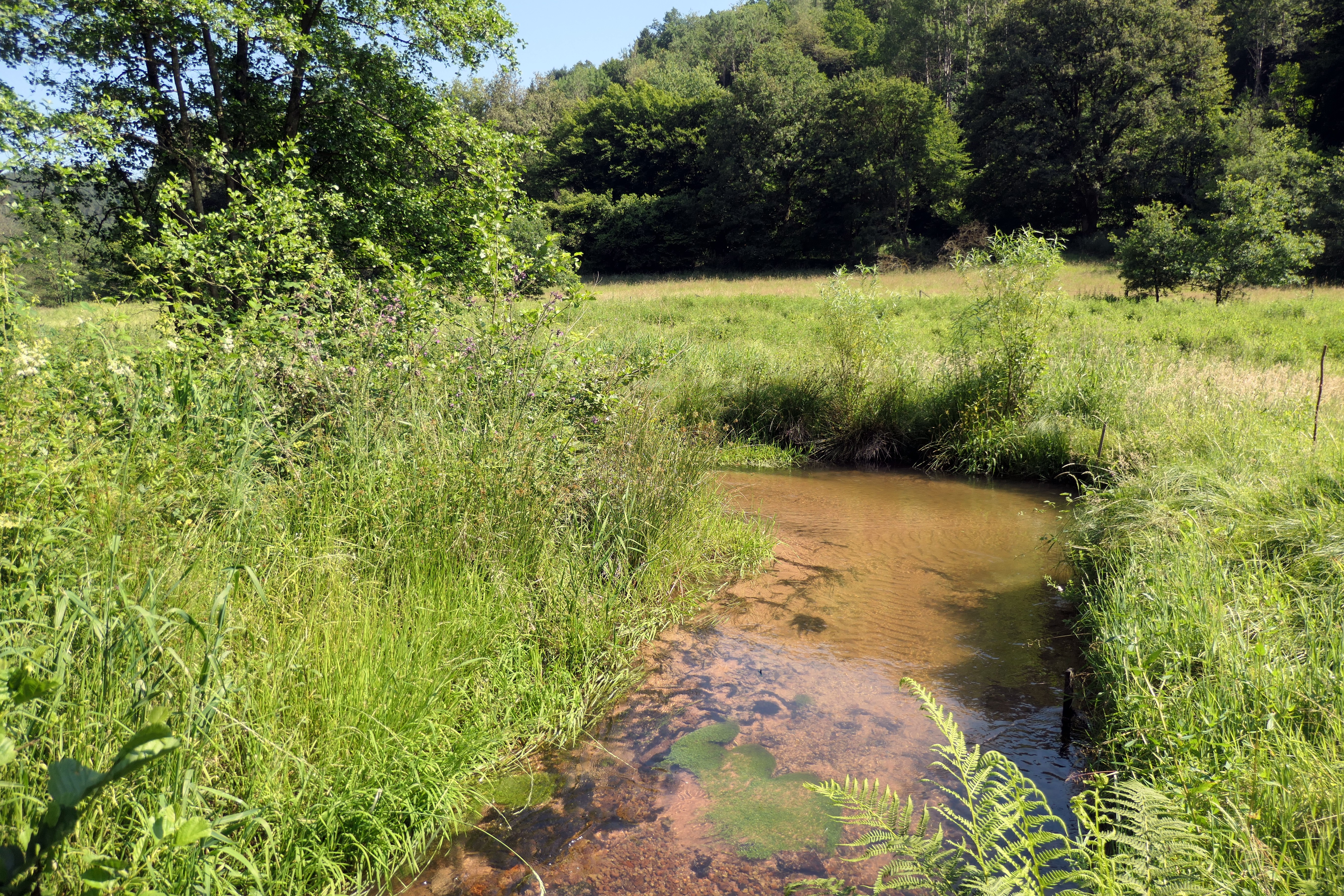
Itterbach südöstlich Schöllenbach
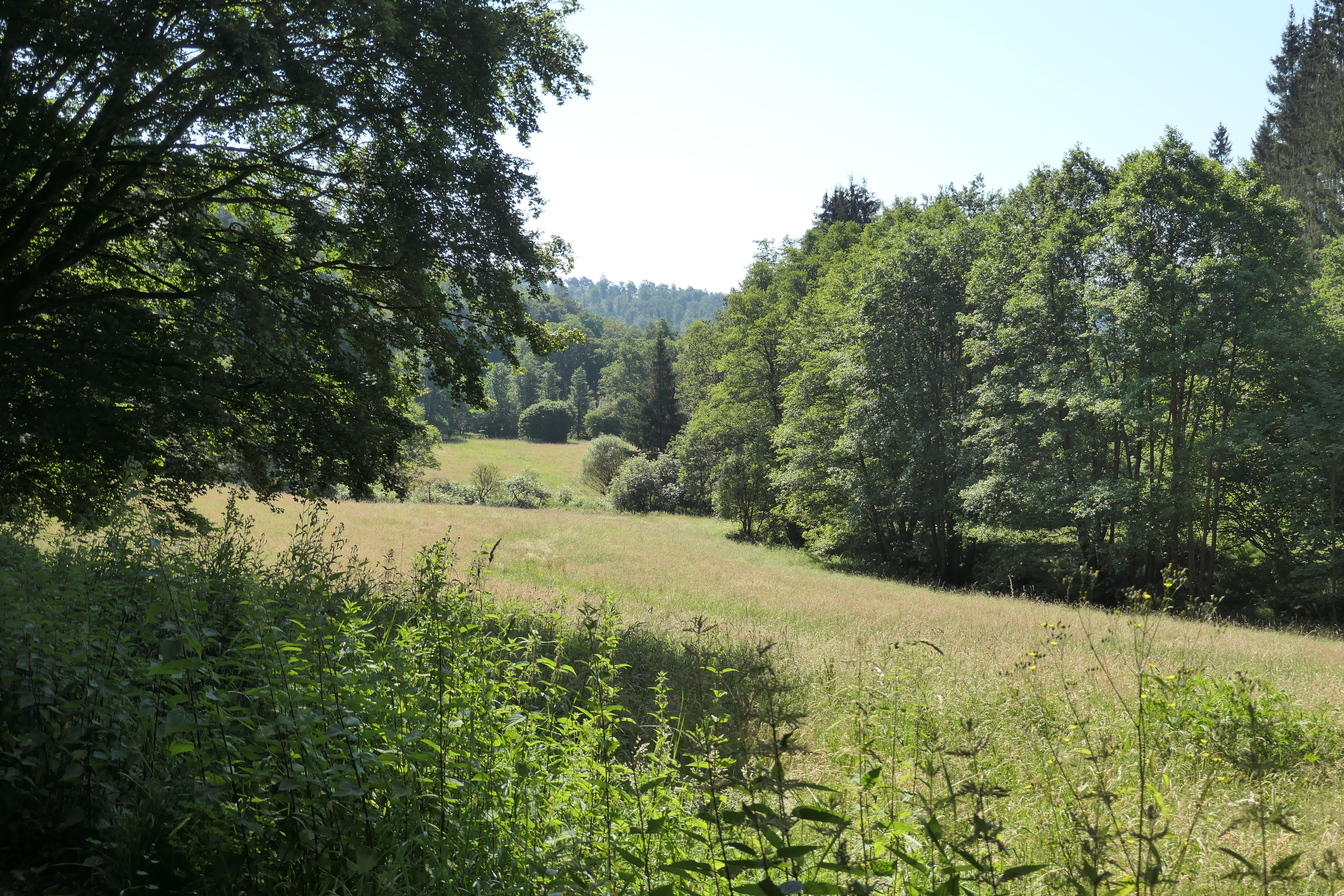
Itterbachtal zwischen Schöllenbach und Kailbach mit Wiesen und Galeriewald

### Zuflüsse und Stillgewässer
Hierarchische Liste, jeweils von der Quelle zur Mündung, mit höheren Zuflüssen in selber Ordnung unter dem jeweiligen Vorfluter. Gewässerlänge, Seefläche und Einzugsgebiet jeweils nach den Online-Kartendiensten der LUBW.
Quelle des Oberlaufs Euterbach auf etwa 510 m ü. NHN am Südhang des Roten Buckels in der Gemarkung Würzberg von Michelstadt. Der Bach läuft zunächst südsüdöstlich bis südlich.
- Euterbach, linker Hauptstrang-Oberlauf von Norden, 9,4 km und 15,9 km².
  -  Durchfließt vor Badisch-Schöllenbach den Eutersee, etwa 1,0 ha.
- Schöllenbach, rechter Nebenstrang-Oberlauf von Nordwesten an der Landesgrenze, die Oberzent-Schöllenbach (Hessen) von Eberbach-Badisch-Schöllenbach (Baden-Württemberg) trennt, 3,9 km und 11,4 km².
Ab dem Zusammenfluss der beiden Oberläufe heißt der Bach zunächst Itterbach.
- Hesselbach aus der Höllklinge, von links und Norden auf etwa 259 m ü. NHN, 3,6 km und 3,9 km².
- Galmbach, von links entlang der Landesgrenze etwas vor Kailbach, 6,0 km und 15,1 km².
  - (Zufluss aus der Waschklinge), von rechts beim Forsthaus Eduardsthal, 4,1 km und 5,3 km².
- Fahrbach, von links und Südosten auf etwa 219 m ü. NHN an der Landesgrenze bei den ersten Häusern von Eberbach-Friedrichsdorf, ca. 2,4 km und 4,0 km².
Ab diesem Zufluss heißt der Bach endgültig Itter.
- (Bach aus dem Haintal), gleich danach von rechts, 4,5 km und 6,4 km².
- (Bach aus dem Rindengrund), von rechts vor dem Hauptsiedlungsbereich von Friedrichsdorf, 1,5 km und 7,6 km².
- (Bach aus dem Scheffestal), von rechts, 1,8 km und 3,9 km².
- Sensbach, von rechts entlang der Landesgrenze zu Baden-Württemberg bei Eberbach-Gaimühle, 10,3 km und 18,2 km².
- Reisenbach, von links beim Eberbacher Wohnplatz Antonslust, 12,5 km und 38,2 km². Ursprung zwischen Unterscheidental im Norden und Balsbach im Süden im Wald.
  - (Zufluss), von links, 2,0 km und 2,6 km². Entsteht nördlich von Wagenschwend.
  - Reisenbächlein, von rechts und Nordosten auf etwa 357 m ü. NHN bei Mudau-Reisenbacher Grund, 1,9 km und 2,2 km².
  - Erbelsgrundbach, von rechts, 0,8 km und ca. 1,3 km²
  - Höllbach, von links auf etwa 180 m ü. NHN in Eberbach-Antonslust, 6,5 km und 14,6 km².
    -  Entfließt auf etwa 527 m ü. NHN dem Mülbener See östlich von Waldbrunn-Mülben, 1,2 ha.
    - (Bach aus der Scheuerklinge), von links auf etwa 305 m ü. NHN bei Waldbrunn-Oberhöllgrund, 1,1 km und ca. 1,7 km².
    - (Bach aus der Eisigklinge), von links auf etwa 224 m ü. NHN bei Waldbrunn-Unterhöllgrund, 1,7 km und ca. 3,4 km².
- Durchfließt die Ittertalsperre, 4,8 ha.
- (Bach aus dem Dürrhebstal), von rechts, 1,6 km und 3,8 km².
- Oberwasserkanal Itterkraftwerk/Kraftwerkskanal Itter, von rechts (!) in Eberbach neben dem Ohrsberg, 4,5 km. Verlässt links (!) der Itter die Ittertalsperre, läuft dann unter dem ersten Namen lange über dem linken Talfuß, wechselt beim Eberbacher Stadtteil Steige in die rechte Talaue, wo gleich das Itterkraftwerk steht. Das Unterwasser fließt dann unter dem zweiten Namen noch 1,4 km weit in breitem Bett durch bebauten Stadtbereich bis zu seinem Rückfluss.
- Holderbach, von links auf unter 130 m ü. NHN in Eberbach an der Itterbrücke der Hessischen Odenwaldbahn, ca. 8,5 km und 12,3 km². Entsteht auf etwa 502 m ü. NHN nahe dem Kurhaus und oberhalb des Dorfes Oberdielbach der Gemeinde Waldbrunn.
  - Meisenbrunnenbach, von rechts in Oberdielbach, 1,4 km
  - (Bach aus der Meisenklinge), von rechts im Holdergrund, 1,3 km und 1,9 km²

Mündung der Itter auf 121,7 m ü. NN von rechts und Norden in Eberbach in den Odenwald-Nordbogen des Neckars. Die Itter ist ab der Quelle des Euterbachs 28,1 km lang und hat ein 168,4 km² großes Einzugsgebiet.

### Ittertalsperre
Die Talsperre wurde zum Hochwasserschutz im Jahre 1923 erbaut und ist damit eine der ältesten Baden-Württembergs. Das gespeicherte Wasser wird teilweise über den Oberwasserkanal nach Eberbach zum Itterkraftwerk geführt, das ins Stromnetz einspeist. Außerdem dient der See auch als Fischteich. Sie fällt in die Klasse 2 der Talsperren mit mittlerem bis sehr kleinem Becken. 

### Ortschaften
Ortschaften an der Itter sind:
- Michelstadt mit den zum Stadtteil Würzberg gehörenden Häusern in der Tallage Eutergrund
- Erbach mit dem Stadtteil Bullauer Eutergrund
- Oberzent mit den Ortsteilen Schöllenbach und Kailbach
- Eberbach mit den Ortsteilen Badisch Schöllenbach, Friedrichsdorf und Gaimühle.

### Naturschutz
Der Oberlauf der Itter mit Nebenbächen ist als FFH-Gebiet „Euterbach und Itterbach mit Nebenbächen“ geschützt. Das baden-württembergische Ufer sowie der südlich angrenzende Verlauf gehört zum FFH-Gebiet „Odenwald Eberbach“.